# Алмалик (Росія)
Алмали́к (рос. Алмалык, башк. Алмалыҡ) — присілок у складі Кармаскалинського району Башкортостану, Росія. Входить до складу Бузов'язівського сільської ради.
Населення — 236 осіб (2010; 250 в 2002).
Національний склад:
- башкири — 42 %
- татари — 34 %